# 배설계
배설계(排泄系, excretory system)는 내부의 화학적 항상성 유지에 도움을 주고 신체에 대한 위해를 예방할 목적으로 생물의 체액에서 과도하거나 불필요한 물질을 제거해내는 수동적 생물학적 체계이다. 배설계의 이중적 기능은 물질대사의 노폐물을 제거하는 것, 그리고 다 사용한 체액 및 기체를 빼내는 것이다. 인간과 기타 양막류(포유류, 새, 파충류)에서 이 물질들 대부분은 몸에서 오줌 형태 및 어느 정도의 발산 형태로 빠져나가며 포유동물 또한 땀이라는 형태로 이것들을 배출한다.
배설을 위해 특정적으로 사용되는 기관들만이 배설계의 한 부분으로 간주된다. 좁은 의미에서 이 용어는 비뇨계통을 가리킨다.
모든 생물은 이 배설계의 기능에 의존하며 이 중 문제가 발생하면 신부전과 같은 심각한 건강 질환을 유발할 수 있다.